# Chu Ching-wu

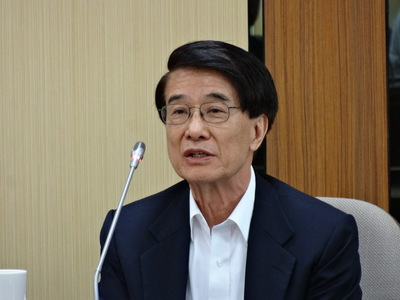
Chu Ching-wu, 2014

Chu Ching-wu (auch Paul Chu; chinesisch 朱經武, Pinyin Zhū Jīngwǔ; * 12. Februar 1941 in Changsha, Hunan, Republik China) ist ein US-amerikanischer Physiker chinesischer Herkunft.
Chu verbrachte seine Kindheit in Taiwan und erhielt 1962 den BSc an der Cheng-Kung-Nationaluniversität. 1965 erhielt er den MSc an der Fordham University und den Ph.D. 1968 an der University of California, San Diego. Nach zwei Jahren Forschungsarbeit bei den Bell Laboratories wurde Chu 1970 Assistenzprofessor für Physik an der Cleveland State University und bis 1975 Professor. Seit 1979 ist er Professor an der University of Houston. Von 2001 bis 2009 war Chu Präsident der Hong Kong University of Science and Technology.
Seine Forschungsgebiete sind Supraleitung, Magnetismus und Dielektrikum.
Zusammen mit Wu Maw-Kuen entdeckte er 1987 Supraleitung in Yttrium-Barium-Kupferoxid über 77 Kelvin.
Er ist mit der Tochter von Shiing-Shen Chern verheiratet.

## Auszeichnungen
- 1978 Fellow der American Physical Society
- 1988 Comstock-Preis für Physik[2]
- 1988 National Medal of Science[3]
- 1989 Fellow der American Academy of Arts and Sciences.[4]
- 1989 Fellow der National Academy of Sciences
- 1989 Fellow der Chinesischen Akademie der Wissenschaften (ausländisches Mitglied)
- 1989 Fellow der Academia Sinica
- 1989 Fellow der Russian Academy of Engineering (RAE)
- 1989 Fellow der Third World Academy of Sciences
- 1990 Best Researcher in the U.S. by U.S. News & World Report
- International Prize for New Materials